# نویکیرشن، بادن-وورتمبرگ
نویکیرشن، بادن-وورتمبرگ (به آلمانی: Neunkirchen) یک شهرک در آلمان است که در بادن-وورتمبرگ واقع شده‌است.
این شهرک ۱۵٫۹۵ کیلومتر مربع مساحت و ۱۸۴۲ نفر جمعیت دارد.